# メルティランサー
『メルティランサー』シリーズは、テンキーが開発し、イマジニアおよびコナミより発売された育成シミュレーションゲームシリーズである。ゲームの作曲はおおくまけんいち。
ラインナップは以下の通り
- メルティランサー 〜銀河少女警察2086〜
- メルティランサー Re-inforce（リ・インフォース）
- メルティランサー The 3rd Planet（ザ・サード・プラネット）

## 作品解説
西暦2086年、銀河連邦政府は地球の保護惑星指定を解除し、連邦への加盟を要請した。地球政府はこれを受諾し「開星」に踏み切ったが、それは同時に多数の異星人移民の流入を意味していた。超能力を持つ異星人の起こすトラブルや犯罪に対して、地球の警察は無力であった。銀河警察機構(GPO)は、地球の主要都市に分署を設置し、特殊公安捜査官を着任させて、治安維持に当たらせた。東京湾上に浮かぶ浮遊都市、イースタン・メトロ・ポリス(EMP)の分署に着任してきた捜査官たちは、全員が美しい女性であった。人は彼女たちを友好と秩序の担い手、「メルティランサー」と呼んだ。

### メルティランサー 〜銀河少女警察2086〜
育成シミュレーションと経営シミュレーションの複合したゲーム。開発元テンキー、発売元イマジニア（BLAZEブランド）。プレイステーション版1996年3月22日発売。セガサターン版1996年12月13日発売。
西暦2086年。地球は技術や精神的成熟を認められ銀河連邦加盟の要請を受け地球側はそれを拒むことなく晴れて連邦の一員となった。しかし、それまで不干渉であった異星からの接触を認めたことにもなってしまっていた。地球には異星からの移民が増えた事と同時に持ち込まれていたオーバーテクノロジーにより、食料や居住区域などの問題は起こることはなかったが、問題はその後、連邦の保護を離れた地球には、異星人の持ち込む様々なトラブルが多発していた。
本作では、プレイヤーはEMP警察からGPOに出向してきた藤堂補佐官（名前は変更可）となり、未熟な捜査官（ランサー）たちを指導して一人前に育てると共に、パトロールやその他の任務に効果的に配置して、EMPの治安維持に努め、重大な事件の解決を図らなければならない。当初着任する捜査官は3名だが、ストーリーの進展に従い、最終的には6名となる。また、主人公と各ランサーとの間に、隠しパラメータとして信頼度が設定されており、その多寡に応じてエンディングにおけるランサーたちのその後が変化する。パトロール時に発生する戦闘は2D画面でプレイヤーが操作できるのは撃退、逮捕、撤退の行動のみであり、基本的に自動戦闘である。運の要素が強く、体力が減っている時に戦闘が発生したりランサーとの相性が悪い敵が現れあっさり敗れるということも起こる。戦闘に勝利すると、その地区の治安値と評価値が上がり、敗れると逆に両数値が低下する。治安値が下がると敵が発生しやすくなり、さらに苦戦を強いられるという悪循環になるので注意が必要である。任務には緊急のものがあり、ここで発生する戦闘では全員参加となる。この戦闘では負けるとそのままゲームオーバーとなってしまうものもあるため注意が必要である。

### メルティランサー Re-inforce
育成シミュレーションとアドベンチャーの複合したゲーム。開発元テンキー、発売元イマジニア（imadioブランド）。プレイステーション版1997年12月4日発売、2枚組。セガサターン版1998年5月21日発売、3枚組。戦闘はプレイステーション版では先に行動を決定し、敵味方が同時行動するセミリアルタイム方式であるのに対し、サターン版では、戦闘がターン制のSRPGタイプに変更されている。その他、内蔵クロックを利用したイベントが追加され、ミニゲームなどが変更されている。
GPO捜査官養成学校を次席で卒業したランドルフ・シャインボルグの現場研修を描いており、物語は捜査官候補生としての1年間を描いた前半と、正規捜査官の仕事をこなしつつ、上級職捜査官候補生としての1年間を描いた後半に分かれる。上級職の条件を全て満たせなかった場合、「捜査官に不適格」として免職（バッドエンド兼ゲームオーバー）となる。
上級職には指揮に優れたインスペクター、捜査に優れたサーチャー、戦闘に優れたコマンダーの3種類があり、そのどれに進むかによって、後半のシナリオが変化する。また、インスペクター編のみ戦闘で先輩ランサーを操作することができる。前作同様に主人公と6人のランサーとの信頼度が設定されており、それによりエンディングが変化する。

#### あらすじ( Re-inforce)
西暦2088年、GPO捜査官養成学校を次席で卒業したランドルフ・シャインボルグ（以下：ランディ）は、現場研修のために地球のEMP分署に配属された。最初の1年間は捜査官候補生として、6人の先輩ランサーについて指導を受け、その適性を審査される。まず、彼は3か月間の基礎講習に参加する。その中でランディは、EMP警察の対異星人特別機動班でGPOと対立関係にある「維新組」の存在を知る。基礎講習を終えた彼は、指揮に優れたインスペクター、捜査に優れたサーチャー、戦闘に優れたコマンダーの3種類の上級職を提示され、そのうちのいずれかを選ぶことになる。
ある日、ランディとジュンはパトロール中に誘拐事件を見つけ、犯人を追う。逃げられたものの、現場に残された小型機動兵器からメルビナたちは誘拐組織の追跡を開始する。
やがて、犯人たちの狙いが不良少年であることに気づいたGPO々はおとり捜査に出る。
ランディがフォワード班としてクラブに潜入した場合、あと一歩のところで維新組の襲撃を受け、おとり捜査は失敗に終わり、GPOと維新組の溝が深まる。ランディがバックアップ班に加わった場合、フォワード班からの連絡を受けてクラブに駆け付けたところ、維新組の葦名恭馬が立ちはだかる。GPOは強行突破に挑む。その後、GPOは誘拐組織のアジトに潜入し、パティという少女を保護し、ランディが世話をすることになった。
コマンダー編
GPOは『維新組』大将・御堂 玲華と対決する。
インスペクター編
銀河系最大手のスーパーマーケット、ミルキーマートのEMP支店長であるヤン・シャオピンには、狡猾な一面があり、犯罪にもためらいがなく、GPOを敵視していた。
ヤンの忠実な秘書兼愛人のルイーゼ・ゴルドマルクは、ヤンへの愛ゆえに、彼のためならば犯罪行為すら躊躇せず実行した。ルイーゼの妹でミルキーマートの警備部門「ミルキーギャリスン」を率いる保安部長のゲルトルード（以下：ゲルダ）は、姉の犯罪行為を把握しつつも、心配し密かに心を痛めていたが、姉を説得するも聞き入れられなかった。
やがてGPOの捜査の手はミルキーマートに伸びつつあった。
サーチャー編
聖アーカネスト教団の神官リサ・リーベンバックは、かつては神童と呼ばれるほどの才女だったが、金への執着に加え、過激な信条に傾倒したのが追い打ちとなり破門された。リサは教団への逆恨みから、教団の至宝強奪を画策する。

### メルティランサー The 3rd Planet
経営シミュレーションとアドベンチャーの複合したゲーム。開発元テンキー、発売元コナミ。プレイステーション版1999年6月17日発売、2枚組。キャラクターデザインは前2作から変更されている。戦闘システムは基本的に前作を踏襲しているがHPなどのステータス値はやや簡略化されている。
主人公は維新組隠密衆の総長としての身分を隠しつつも、補佐官としてランサーたちに任務を配分し、さまざまな事件に対処していく。GPOの組織評価が0になるか、自分の正体が露見するとゲームオーバーとなる。

#### あらすじ( The 3rd Planet)
西暦2091年、クーデターにより母星を脱出したカラバ公国王党派の宇宙船団が、突如地球圏に飛来したため、地球政府は彼らの亡命を受け入れる。王党派と対立関係にあるカラバ革命軍は、月に身を寄せる王党派の引渡しを迫り、地球政府に圧力をかけるため、EMPでテロを仕掛ける。その頃、メルビナが月分署長に転勤したEMP分署に、新しい公安補佐官が着任していた。その正体は、維新組隠密衆の総長・藤田 次郎であり、EMP市長の密命により、EMP分署を監視する役目を持っていた。

## OVA
『メルティランサー The Animation』は、1999年から2000年にかけて発売されたOVA作品。全6巻。なお、この作品のいわゆる廉価版もある。

### スタッフ
- 原作 - TENKY
- 監督 - もりたけし
- 脚本 - 山口宏
- アニメーションキャラクターデザイン - 平田智浩
- メカニカルデザイン - 増尾昭一、海老川兼武（#1・#2・#4 - #6）、川原智弘（#3 - #6）
- 美術監督 - 菊地正典（#1 - #4・#6）、小倉一男（#2 - #5）
- 色彩設計 - 村田恵里子
- 2DCGディレクター - 福士享（#1 - #4）、上坪亮樹（#5・#6）
- デジタル編集 - 重村建吾
- 音楽 - 天野正道
- 音響監督 - 鶴岡陽太
- チーフプロデューサー - 池口和彦（#1 - #4）、杉山潔（#5・#6）、村濱章司
- プロデューサー - 杉山潔（#1 - #4）、梅澤勝路、中島伸治
- 制作 - GONZO
- 製作 - バンダイビジュアル

### 主題歌
オープニングテーマ「Flying High」
作詞・作曲 - 松浦有希 / 編曲 - 岩崎琢 / 歌 - 松浦有希
エンディングテーマ「夢見たわたしのそばへ」
作詞 - 大森祥子 / 作曲 - 前田克樹 / 編曲 - 山本姫子 / 歌 - aya

### 各話リスト
| 話数     | サブタイトル                  | 絵コンテ            | 演出     | 作画監督 | メカニック作画監督 | 発売日         |
| -------- | ----------------------------- | ------------------- | -------- | -------- | ------------------ | -------------- |
| CODE:001 | 再結成 メルティランサー!!     | -                   | 野上和男 | 平田智浩 | 増尾昭一           | 1999年5月25日  |
| CODE:002 | 謎の遺伝子密猟団を追え!       | もりたけし          | 水島精二 | 磯野智   | 増尾昭一           | 1999年7月25日  |
| CODE:003 | 犯罪シンジケートに接触せよ!   | 野上和男 もりたけし | 野上和男 | 青野厚司 | 増尾昭一 川原智弘  | 1999年9月25日  |
| CODE:004 | コスモアーク教団の正体を暴け! | 平田智浩            | 平田智浩 | 磯野智   | 増尾昭一 川原智弘  | 1999年11月25日 |
| CODE:005 | “イヨネスコ”を解放せよ!       | もりたけし          | 野上和男 | 村尾稔   | 増尾昭一 川原智弘  | 2000年1月25日  |
| CODE:006 | 星々の彼方へ…                 | もりたけし 増尾昭一 | 増尾昭一 | 平田智浩 | 増尾昭一 川原智弘  | 2000年4月25日  |

## CD
- メルティランサー オリジナル・サウンドトラック 1996年3月25日発売。
- メルティランサー キャラクター・ソングコレクション 1996年4月25日発売
- メルティランサー イースタンメトロポリス事件ファイル。「緒方恵美の銀河にほえろ」番組内のラジオドラマをCD化されたもの。
  - #0 ランサーVS.姿なき犯罪者 1996年5月25日発売
  - #1 吼えろ闘魂!四角いジャングル 1996年7月25日発売
  - #2 時空漂流!サヴァイヴァル・プラネット 1996年8月25日発売
  - #3 チョーMM!サマーキャンプに幽霊集合! 1996年9月26日発売
  - #4 ランサーを消せ!! 対決！デッド・ゾーン 1996年10月25日発売
- メルティランサー Re-inforce サウンドトラックス 1998年2月21日発売
- メルティランサー THE 3rd PLANET オリジナル・ゲーム・サウンドトラック 1999年6月17日発売
- メルティランサー The Animation オリジナル・サウンドトラック Vol.1 1999年6月19日発売
- メルティランサー The Animation オリジナル・サウンドトラック Vol.2 2000年4月1日発売

## 書籍
- ライトノベルシリーズ。いずれも山下卓著。電撃文庫。
  - メルティランサー 夏の蜃気楼（ISBN 4-07-305099-0）
  - メルティランサー(2) 天空の少女（ISBN 4-07-306087-2）
  - メルティランサー(3) ヒトゲノム計画（ISBN 4-07-307158-0）
  - メルティランサー(4) いつか見た未来（ISBN 4-8402-1286-4）
- メルティランサー 蒼月の涙 山下卓・細雪純。月刊コミックノーラに掲載された。（ISBN 4-05-601998-3）

その他、ゲーム攻略本や解説書も多数あるが割愛する。

## その他の関連作品
メルティランサー MELTING POT POLICE
シリーズ1作目の原型となった、PC-9801シリーズ用のシミュレーションゲーム。1995年6月23日発売。ゲーム本編には声は付いていないが、付属のCDに収録されたドラマの一部キャストが家庭用ゲーム機版と異なる他、ゲーム内容にも幾つかの違いがある。CDに収録されたOP曲は、PS以降に使われているものと同じである。
メルティキューブ
本作のキャラクターを使用した、Windows 95専用のパズルゲーム。ゲームのほかに壁紙なども添付されていた。

## 登場人物

### 主要人物
シルビア・ニムロッド
声：野上ゆかな（現：ゆかな）
通称「シルビィ」。地球人の父とメイスン人の母を持つ混血児で、銀河警察機構きってのエリート捜査官。元FBI捜査官である父親譲りの射撃術を得意とする。戦闘では射撃だけでなく格闘術もある程度使える。両親の恋愛劇は銀河を股にかけた大騒動に発展し、地球の異星間交流を一気に進展させた。地球換算年齢17歳。
地球式の教育を受けておらず、学校にも行った事がない。また、恋愛へのあこがれが強く、『Re-inforce』では己陶酔に入っては従弟のランディを困らせていた。
サクヤ・ランサイワ
声：手塚ちはる（PC-9821版付属CDドラマ） / 岩男潤子（家庭用ゲーム版以降）
惑星サンクストゥ出身。GPOの準捜査官であると同時に、銀河三大宗教の一つ、聖アーカネスト教の司祭でもある。力仕事は不得意で戦闘能力も低いが治療能力を持つため集団戦では頼りになる。うまく回復ができないと簡単に倒されてしまう。地球換算年齢18歳。ナナに慕われている。温厚な性格からGPO内部では人気が高い一方、宗教のことになると熱が入ってしまう。
『Re-inforce』ではサーチャー編のメインヒロインとなる。
アンジェラ
声：丹下桜
惑星ホアンロンの古代種族が作った戦闘用バイオノイドの末裔。素早さを生かした肉弾戦と棒術・仙術を得意とするが、防御が弱くダメージも受けやすい、また間接攻撃を行ってくる相手は苦手。精神年齢8歳（第一作では地球換算年齢だったが、第二作から精神年齢に改められた）。世間の出来事に対して基本的には無関心であり、無知なところがある。小柄な見た目に反して大食漢であり、『Re-inforce』では多くの食べ放題の店で出入り禁止になっている。ニムロッド家で育てられ、シルビィとは姉妹のような関係である。
ナナイ・ナタレシオン・ナインハルテン
声：池澤春菜
魔法王国プロミスランド出身のGPO準捜査官。通称「ナナ」。宿敵を追って異世界「プロミスランド」からやってきた魔法使い。人間界に逃れた「黒き感情」を封じる使命を帯びている。故郷では近衛部隊の第一小隊長で、攻撃呪文を得意とする。異常に甘いものを好む。地球換算年齢11歳（『Re-inforce』以降では大人の姿、マジカルナナになる魔法を習得し、戦闘でも使用可能となるが発動に時間がかかる上、変身後も攻撃力は高いものの行動後の隙が大きいという弱点のため使いづらい）。サクヤ以外の人間に対しては強がることが多い。
料理もできるが、そのセンスは非常に奇抜で、他の者たちを恐怖に陥れる。
神城 潤（かみしろ じゅん）
声：手塚ちはる
EMPD出身のGPO正規捜査官。高校時代、ヴァネッサに改造された事がきっかけでGPOにスカウトされる。独自の美学に基づき地球征服を狙うヴァネッサにより最新の瞬間装着型バトルスーツを押しつけられ、そのままバイトでイースタンメトロポリス分署に加わった。通称「ジュン」。とある事情で最新鋭バトルスーツを入手したことから、ランサーとなった地球人の女子高校生。ボーイッシュな容姿で空手有段者で格闘戦のエキスパート。その一方、料理も得意である。17歳。同年代のシルビィとは生まれも育ちも性格も正反対であるせいか、事あるごとに衝突する。戦闘では攻防ともに高くパワフルな戦いをする。
『Re-inforce』ではコマンダー編のメインヒロインとなる。『The 3rd Planet』ではヴァネッサに更なる改造を施されてしまう。
メルビナ・マクガーレン
声：緒方恵美
惑星トゥシスターズ出身。GPO創立者の孫娘で、旧銀河帝国時代の貴族の末裔。銀河警察機構の重要支援企業マクガーレン社の会長令嬢。GPO地球圏アジア地区担当監察官として赴任するが、後に自ら降格して正規捜査官となる。剣術の達人で、特にレイピア型の剣を愛用する。
地球換算年齢は19歳だが、気品が高くと威厳のある振る舞いから、年嵩に見られている。何事もオールマイティにこなせる有能な指揮官で、部下の信頼も厚い反面、能力至上主義的傾向があり、部下への要求もそれだけ高く、人使いが荒く、ランサーたちからは恐れられている。
かつて宇宙海賊ルーダーウェッドの手の者によって、自分を妹のように慕ってくれた従姉を営利目的で誘拐された挙句、誘拐先の風土病で亡くした過去がある（これには軍と警察の足の引っ張り合いによる連携失敗も重なった）。それゆえにルーダーウェッド殲滅の使命を自身に課しており、当時の頭目の娘であるスキュラとは因縁浅からぬ関係にある。

#### 『Re-inforce』以降
ランドルフ・シャインボルグ
声：今井由香
通称「ランディ」。『Re-inforce』のプレイヤー・キャラクター。惑星メイスン出身で、シルビィの従弟。銀河警察機構養成学校を次席で卒業し、地球のGPOイースタンメトロポリス分署（EMP分署）に研修を行うため来星した。幼い頃からニムロッド家に出入りしていたためシルビィやアンジェラと仲がいい。厳しさと優しさを兼ね備えた熱血漢。地球人換算年齢17歳。
パトリシア / パトリシア・マクガーレン
声：菊池志穂
臓器密売組織によって造り出されたバイオロイド。通称「パティ」。成長型のバイオロイドで、感情を変化させることで容姿を変える能力を持つ。臓器密売シンジケートのアジトから保護された身元不明の少女。その出自が、後に大事件を呼ぶ。保護された時点での外見年齢は6歳。
『Re-inforce』後半より、とある事情から外見年齢15歳に急成長する。
『メルティランサー The 3rd Planet』ではマクガーレン家の養女となり、GPO捜査官候補生として研修中。養子縁組後のフルネームは「パトリシア・マクガーレン」。
藤田 次郎（ふじた つぐろう）
『The 3rd Planet』に登場する主人公。維新組隠密衆の総長で、EMP市長の密命により、公安補佐官としてGPOに潜入し、監視を行うことを任務とする。24歳。
電子戦に特化した機動装甲服『玄武』の持ち主で、松葉杖を模した大きな十手の二刀流が武器。
維新組の中でも藤田の存在と密命は御堂玲華、相馬真也、葦名恭馬の三人しか知らない。玲華からは「藤の字」と呼ばれている。
元々は玲華の父が館長を務める古武術道場『至誠館』の人間で、玲華ら隊長格三人の誘いを受け維新組に入隊した経緯を持つ。海外留学も経験している。

### 『銀河少女警察2086』
ヴァネッサ
声：かないみか
惑星フォートマキシマにあるフォートマキシマ大学の女子大学生。卒業研究テーマとして『未開惑星の征服』を実践するため、再三にわたって地球制覇を狙っており、全シリーズを通して悪行の限りを尽くす。地球換算年齢19歳。
学友のリゲル、グリアノスとの三人組「ヴァネッサーズ」のリーダーで天才的な頭脳の持ち主。だが、その行動原理は独特過ぎており、研究のためなら手段を選ばず、手段のためなら目的も選ばない上、人体改造実験が趣味という危険な性格破綻者。
ジュンも犠牲者の一人であり、彼女は高校時代にヴァネッサによって改造されてしまい、その経緯からGPOに入った。
「ヴァネッサーズ」が通うフォートマキシマ大学は「マッドサイエンティストの楽園」とも呼ばれる大学で、ヴァネッサ達に限らず、在学する者達のほぼ全てが研究先の惑星で犯罪行為も同然の騒動を起こしている。そのため、フォートマキシマ大学は銀河中に悪名を轟かせている。
リゲル
声：堀川亮
ヴァネッサの学友で、ヴァネッサーズでは作戦参謀的な役割を担う。地球換算年齢19歳。
心理戦を得意とする頭脳派だが、心配性なところがある。それなりに良識派であるのが災いしてヴァネッサの奇行に常々悩まされている。
グリアノス
声：中井和哉
ヴァネッサの学友だが、いかつい外見が特徴である。「自らを素材に銀河最強の個体を創造する」という研究命題から肉体の大半を機械化したサイボーグ戦士で、ヴァネッサーズの武力担当。地球換算年齢24歳。
スキュラ
声：こおろぎさとみ
宇宙海賊ルーダーウェッドの三代目頭目。GPOに先代頭目である父を暗殺され、メルビナを仇と狙っている。地球換算年齢18歳。長剣を得物とする剣豪でもある
ガレオス
声：大場真人
先代から仕える、ルーダーウェッドの構成員。義に厚い武人。地球換算年齢40歳。
フェザー
声：飛田展男→島田敏
ルーダーウェッドの構成員。雇われ者という立場ゆえか、忠誠心に欠ける。地球換算年齢20代後半。
ノワール
声：高山みなみ
プロミスランドで童心から分離され、封印された黒き意思の化身で、普段はーイッシュな少女の姿をしているが人間の『負の感情』を求めて、次々と事件を起こす。外見年齢11歳。戦闘では強力なリング状のエネルギーを飛ばして攻撃してくる、6人がかりでもかなり苦戦をするほどの強敵。
ソロ
声：山崎和佳奈
ノワールの忠実な使い魔で、カラスの化身。精神年齢16歳。
ラヴェンヌ・アミテージ
声：勝生真沙子
銀河系最大手の警備保障会社にして兵器メーカーであるコズミック・ガード社の地球支社長。旧貴族の末裔であり、特殊能力を持たない種族を見下す人種差別主義者で、自身の敗北を決して認めない。連邦の現体制に不満をもっており、帝国の再興を画策している。地球換算年齢20歳。
『銀河少女警察2086』における最終ボスであり、最終盤で軍事クーデターを起こすが失敗。敗北を認めようとしないがために自爆する。
なお、ラヴェンヌ（＋フロウベル＆フラウベル）とのラストバトルに負けるとゲームオーバーになる。
フロウベル声：中山さら
コズミック・ガード社のシンクタンクである「ハイブリッド」副所長。ラヴェンヌの忠実な部下として、特殊工作任務に従事する。フラウベルとは双子の姉で緑色の髪が特徴。地球換算年齢19歳。ラストバトルでは妹とともにラヴェンヌに従い、立ちはだかる。銃による乱射攻撃は一度食らうだけで致命傷になる。
フラウベル声：柳瀬なつみ
コズミック・ガード社専属セキュリティチーム「ヴィオル」リーダー。ラヴェンヌの忠実な部下として、特殊工作任務に従事する。フロウベルとは双子の妹で紺色の髪が特徴。地球換算年齢19歳。ラストバトルでは姉とともにラヴェンヌに従い、立ちはだかる。

### 『Re-inforce』からの新規
リオネラ・ニムロッド
声：山本真奈美
シルビィの母で、ランディの叔母。元惑星監察官で、現在はGPO特別顧問。アンジェラの育ての親であり法的な保護者でもある。外見年齢34歳。惑星メイスン出身。
後に夫となるFBI捜査官の男性と熱烈な恋に落ち、遂には銀河を股にかけた駆け落ち。結婚後は夫とともに地球の銀河連邦加盟に尽力する。引退後はGPO特別顧問となる 。
専業主婦でもありシルヴィには「ママ」、ランディには「（リオネラ）叔母さん」と呼ばれている。また、折を見てランディを励ます。 ランディが地球に旅立つ前、リオネラが挨拶に行くところから物語は始まる。
御堂 玲華（みどう れいか）
声：久川綾
EMP警察の対異星人特別機動班『維新組』大将。 古武術道場『至誠館』館長の娘であり、機動装甲服に身を固めている。GPO、ひいては異星人に頼らない治安維持体制を目指し、事あるごとにジュンたちと対立する。20歳。
EMP開設当初に異星人たちが起こしたテロで弟を亡くしており、異星人に対して凄まじい憎悪を抱いている。
維新組がまとう機動装甲服は戦国時代の甲冑を模しており、玲華がまとう専用の機動装甲服『朱雀』は腕力特化型で近接攻撃に優れ、セットとなる巨剣で敵（特に異星人犯罪者）を容赦なく両断する。
コマンダー編の最終ボスだが『The 3rd Planet』にも登場し、密命を受けた藤田を励ます。
相馬 真也（そうま しんや）
声：石田彰
至誠館の師範代にして、維新組隠密衆の総長。玲華とは姉弟のように育ち、彼女のストッパー役でもある。18歳。
専用の機動装甲服『白虎』はスピードを重視した機動力特化型で、電磁警棒もしくは素手で敵を翻弄・圧倒する。
玲華とは結婚の噂も流れたらしいが、ただ笑うのみで肯定も否定もしないため、真相は闇の中。『The 3rd Planet』では侍衆の総長となる。
葦名 恭馬（あしな きょうま）
声：増谷康紀
維新組の副将で侍衆の総長。常識人であり、部下の信望も厚い。22歳。
専用の機動装甲服『青龍』はミサイルランチャーを主武器とした火力特化型で、射撃や砲撃で絶大な力を発揮する。
恭馬自身は至誠館の門弟では無くEMPのエリート警官であり、コマンダー編ではランディに対し、警察官として、また一人の人間としての成長に関わる重要なキーパーソンとなる。その一方で30代後半から40代に見える程の容姿を密かに気にしているらしい。
一時期はEMPに戻ることも考えたらしいが、『The 3rd Planet』では足軽衆の総長に就いており、そのまま維新組に居付いているようである。
ヤン・シャオピン
声：鈴置洋孝
銀河系最大手のスーパーマーケット、ミルキーマートのEMP支店長。非常に狡猾で、犯罪にも平然と手を染める腹黒い男。GPOを敵視している。外見年齢30歳。
インスペクター編の最終ボス。
ルイーゼ・ゴルドマルク
声：山本百合子
ヤンの忠実な秘書であり、愛人。外見年齢24歳。
ゲルトルード・ゴルドマルク
声：佐藤麻子
通称「ゲルダ」。ミルキーマートの警備部門「ミルキーギャリスン」を率いる保安部長で、格闘術の達人でもある。ルイーゼの妹で外見年齢20歳。
リサ・リーベンバック
声：桑島法子
聖アーカネスト教団から破門された、破戒神官。復讐を兼ねた、教団の至宝強奪を画策する。外見年齢15歳。
かつては神童と呼ばれるほどの才女だったが、非常に金に汚い本性をしており、過激な信条に傾倒したのが追い打ちとなり破門された。上述の強奪計画も教団に対する逆恨みによるもの。
サーチャー編の最終ボス。
カルミナ・プラーナ
声：前田このみ
通称「カル」。聖アーカネスト教団に所属していた元僧兵で、格闘術に長ける。外見年齢18歳。
性格は短気かつ粗暴で何かにつけて暴力を振るう。加えてスリの常習犯であり、本人曰く「日常的にスリをしないと気が済まない」ほどの病的な盗癖の持ち主。それらによる素行の悪質さから破門された。
フェルナテス・フィリー
声：鈴木麻里子
通称「フェルナ」。かつては聖アーカネスト教団の神官だったが、宝石や貴金属を狙った詐欺を働いたため破門された。 旧銀河貴族の血統で権勢欲が強い。外見年齢18歳。

### 『The 3rd Planet』からの新規
アルパトス・カラバ・ブランシェ
声：有島モユ
通称「アルパ」。カラバ公国の公女。高いカリスマ性から、地球人の間で人気が高い。外見年齢14歳。
アレクシス・カラバ・ブランシェ
声：千葉千恵巳
通称「アレク」。アルパの双子の弟で、カラバ公国公子。やや覇気がなく、姉と比べると影が薄い。外見年齢14歳。
オーギュスト・クロエ
声：中友子
通称「オーギュ」。王党派の後見人で、隻眼の女剣士。片目を奪った双子の兄マクシミリアンを宿敵として憎んでいる。外見年齢26歳。
マクシミリアン・クロエ
声：池田秀一
通称「マクシム」。革命軍のリーダー。王家の断絶を狙って地球まで追ってくる。オーギュの双子の兄。外見年齢26歳。
ダンケルク
声：江川央生
革命軍の闘士。小柄で粗暴な性格のサイボーグで、さまざまな機械と融合する能力を持ち、これを利用したテロ行為を繰り返す。外見年齢22歳。
キュベレイ
声：津賀有子
ダンケルクの双子の姉。元マクシムの従者にして、革命軍の闘士。外見年齢22歳。
海道正臣
声：岸野幸正
EMPの市長。若年ながら切れ者で、藤田をGPOに潜入させることを発案する。35歳。

### OVAの人物
コリンズ・ワンセヴン
声：大塚芳忠
マーヴェル
声：原えりこ
コリンズ
声：大塚明夫
イヨネスコ
声：豊嶋真千子
ムームー
声：くまいもとこ
ルーファス
声：神谷浩史